# 四甲基环丙基芬太尼
四甲基环丙基芬太尼是一种含氮有机化合物，化学式C
27H
36N
2O，属于芬太尼类物质。